# Eutropia (cràter)
Eutropia és un cràter amb coordenades planetocèntriques de 24.62 ° de latitud nord i 257.58 ° de longitud est, sobre la superfície de l'asteroide del cinturó principal (4) Vesta. Fa 21.09 de diàmetre. El nom adoptat com a oficial per la UAI el 21 de novembre de 2012. fa referència a Eutròpia, esposa de l'emperador Maximià,